# Yamila Cafrune
Yamila Cafrune (Buenos Aires, 16 de noviembre de 1965) es una cantante argentina de folclore. Es hija del también cantante Jorge Cafrune.
Le pusieron de nombre Yamila en honor a la guerrillera Djamila Boupacha, que realizó diversos atentados contra objetivos civiles durante la revolución argelina contra la colonización francesa. Sus otras hermanas del primer matrimonio entre Jorge Cafrune y Marcelina Amalia Gallardo, son Victoria, Zorayda Delfina y Eva Encarnación. Los nombres fueron puestos en honor a la mujer del Chacho Peñaloza, caudillo de La Rioja; la mujer de Pancho Ramírez, caudillo de Entre Ríos y por Eva Perón y la mujer de Juan Manuel de Rosas, respectivamente. Del segundo matrimonio de Jorge Cafrune con Lourdes López Garzón nacen Juan Facundo, llamado así por el caudillo riojano Facundo Quiroga y Macarena.
Yamila Cafrune ha grabado con personalidades tan reconocidas como Horacio Guarany, Argentino Luna y Los cantores de Quilla Huasi, entre otros. Presentó su álbum "En Vivo" en el 2006. El disco cuenta con doce temas grabados en diciembre de 2005 en el teatro Gregorio de Laferrere de Morón, provincia de Buenos Aires.
La lista de canciones es variada: "Tu huella en mi" de Diego Gallo; "La Finadita" de los hermanos Díaz; "Camino al rodeo" de Roberto Ternán; "Juana Azurduy" de Ramírez y Luna, "Padre", "Herencia", "Trasnochados espineles", "Zamba de mi esperanza", "El último sapucay", entre otras.

## Discografía
- 1994: "Regalo de amor"
- 1996: "Yamila" - SONY MUSIC
- 1997: "Como yo lo siento" - SONY MUSIC
- 1998: "20 Grandes Éxitos"
- 1998: "Herencia" - DISTRIBUIDORA BELGRANO NORTE S.R.L.
- 1999: "De changuitos y chinitas" - Junto a Facundo Saravia - DISTRIBUIDORA BELGRANO NORTE S.R.L.
- 2001: Participación en los CD: "Canciones para Argentinitos" Vol. 1 y 2 - Prod. Alcayaga.
- 2003: "Tierra vuelvo"
- 2006: "En vivo" - CAFRUNE PRODUCCIONES
- 2007: "Bien de familia" - CBA MUSIC
- 2010: "Raíz" - CBA MUSIC - Músicos invitados: Raúl Barboza; Antonio Tarragó Ros; Juan Falú; Peteco Carabajal y Bruno Arias.
- 2012: "El folclore va a la escuela" (Libro + CD)
- 2013: "Cafrune / Ramírez - Folklore" - ACQUA RECORDS
- 2016: "Yamila Cafrune con Guitarras"